# László Trócsányi
László Trócsányi (Budapest, 6 marzo 1956) è un diplomatico e politico ungherese.
Avvocato e professore universitario, Trócsányi ha servito come ambasciatore d'Ungheria in Lussemburgo (2000-2003), Belgio (2000-2004) e in Francia (2010-2014), e come membro della Corte costituzionale ungherese tra il 2007 e il 2010. È inoltre stato ministro dalla giustizia dal 2014 al 2019, anno in cui è stato eletto al Parlamento europeo.

## Biografia

### Studi e carriera accademica
Ha iniziato gli studi universitari nel 1975 presso la Facoltà di Giurisprudenza dell'Università Attila József di Szeged (József Attila Tudományegyetem, dal 2000 Università di Szeged), ma nel 1977 ha fatto il passaggio alla Facoltà di Giurisprudenza e Scienze Politiche dell'Università Loránd Eötvös (Eötvös Loránd Tudományegyetem, ELTE) di Budapest, dove si è laureato nel 1980.
Dopo aver lavorato come ricercatore associato presso la Biblioteca del Parlamento ungherese è diventato un collaboratore dell'Istituto di studi legali dell'Accademia ungherese delle scienze (Magyar Tudományos Akadémia, MTA). È stato assunto come avvocato nel 1985 a Budapest, ma è rimasto collaboratore all'MTA.
Nel 1987 è assistente del Dipartimento di diritto costituzionale dell'Università di Szeged. Nel biennio 1989-90 è stato ricercatore all'Università Cattolica di Lovanio dove ha lavorato con Francis Delpérée. Trócsányi ha conseguito il dottorato nel 1991 con una tesi sulla competenza amministrativa in diritto comparato.
Nel 1991, ha co-fondato lo studio legale Nagy & Trócsányi con Péter Nagy a Budapest, e l'anno successivo è stato nominato docente presso il Dipartimento di Diritto costituzionale dell'Università di Szeged, che ha presieduto dal 1994 al 2010. Oltre a queste attività, ha ricoperto anche la carica di Decano Associato della Facoltà di Giurisprudenza dell'Università di Szeged. Dal 2000 è professore accreditato a Szeged e per vari anni ha ricoperto la carica di segretario dell'Associazione internazionale di diritto costituzionale. Tra il 2005 e il 2007 ha presieduto il Comitato per le relazioni internazionali dell'Ordine degli avvocati di Budapest.
Nel 2004 è nominato direttore del Center for European Studies dell'Università di Szeged. Tra il 2005 e il 2008 ha lavorato come professore associato presso l'Université Lyon-III. Nel 2013, ha avviato la creazione del Centro universitario francofono presso l'Università di Szeged.

### Carriera giudiziaria e diplomatica
Trócsányi è stato Ambasciatore d'Ungheria in Belgio e Lussemburgo (2000-2004) e in Francia (2010–2014).
È stato anche membro della Commissione di Venezia del Consiglio d'Europa (2005-2013) e membro della Corte costituzionale ungherese (2007-2010).

### Carriera politica
Il 6 giugno 2014, Trócsányi è stato nominato ministro della giustizia nel terzo governo di Orbán.
Come ministro, ha avviato legislazione che è stata successivamente contestata dalla Commissione Juncker di fronte alla Corte di giustizia europea come contraria al diritto comunitario. Tra le norme introdotte durante il suo mandato ci sono state la criminalizzazione delle ONG che forniscono assistenza legale ai richiedenti asilo, gli emendamenti alla legge sull'istruzione superiore che hanno costretto la Central European University a trasferirsi lontano da Budapest, e le norme che istituiscono campi di transito di frontiera in cui i richiedenti asilo devono essere trattenuti. Un progetto di legge che avrebbe introdotto tribunali amministrativi speciali per i casi di corruzione è stato infine sospeso quando il partito Fidesz è stato sospeso dal Partito popolare europeo. Con l'approvazione di Trocsanyi, due trafficanti d'armi russi arrestati dalla polizia statunitense e ungherese furono estradati in Russia piuttosto che negli Stati Uniti. L'Ungheria ha inoltre concesso l'asilo politico immediato all'ex primo ministro della Macedonia del Nord, Nikola Gruevski, accusato in patria di corruzione, rifiutando al contempo l'asilo alle persone in fuga da conflitti armati all'estero. Gli sviluppi in Ungheria durante il suo mandato come ministro della Giustizia hanno sollevato gravi preoccupazioni per quanto riguarda l'erosione dello stato di diritto nel paese. Il Parlamento europeo ha chiesto l'apertura di una procedura ai sensi dell'articolo 7 contro l'Ungheria per grave violazione dei valori fondanti dell'UE durante il suo mandato.
Trócsányi è stato il candidato principale della lista del partito Fidesz alle elezioni europee del 2019, quando è stato eletto membro del Parlamento europeo.
Trócsányi è stato designato commissario europeo per l'Ungheria il 9 settembre 2019. Gli è stato offerto il portafoglio di Commissario europeo per l'allargamento e la politica di vicinato nella commissione von der Leyen.. La sua nomina fu criticata da numerosi studiosi e osservatori dei Balcani, in particolare alla luce del suo ruolo nel minare lo stato di diritto in Ungheria. Von der Leyen difese la scelta affermando che gli obiettivi dell'Ungheria "sono chiari per quanto riguarda l'integrazione dei Balcani occidentali, che sono in linea con quelli della nuova Commissione europea". Trócsányi doveva essere confermato come commissario in ottobre dal Parlamento europeo, dove avrebbe affrontato una forte opposizione da parte di socialisti, verdi e liberali..
Difendendo la politica sull'immigrazione del governo Orban, Trócsányi aveva dichiarato che "l'Europa centrale è molto riluttante al multiculturalismo, soprattutto perché osserviamo che non funziona così bene nell'Europa occidentale". Sostenne che la questione della migrazione fosse decisiva, "perché influenza la composizione della popolazione del paese e quindi il tipo di società in cui vivremo, non solo oggi ma tra vent'anni". ·  Trócsányi denunciò il vincolo imposto ai vari stati dall'Unione europea di accogliere le popolazioni straniere anche se non lo volevano; tale obbligo incideva, secondo lui, sulla sovranità nazionale e sull'identità costituzionale dello Stato ungherese.
A fine settembre la sua candidatura è stata respinta a maggioranza dalla commissione giustizia del Parlamento europeo per i rischi di conflitti di interesse con l'incarico che mantiene nello studio legale che ha fondato in Ungheria.

## Vita privata
Trócsányi è sposato e ha tre figlie.